# زهير كتبي
 زهير محمد جميل كتبي (12 فبراير 1956-) كاتب إصلاحي وأكاديمي وإعلامي سعودي.عمل زهير كتبي في أمانة العاصمة المقدسة لمدة ثلاثين عاما بدأها منذ أن تولى عبدالقادر كوشك رئاستها حتى عهد إدارة أسامة البار عندما استقال مبكرا من عمله. حاصل على البكالوريوس والماجستير في الجغرافيا من جامعة أم القرى والدكتوراة في نفس المجال من مصر في عام 2002. كتب في قسم الآراء في لجريدة الندوة لسنين عديدة وانتقل بعدها ليكتب في قسم الآراء في صحيفة مكة الإلكترونية وجريدة عكاظ. تناول مواضيع عديدة مثل الإصلاح ووضع الصحافة في السعودية، والعلاقات الدولية ونقد السلطات الدينية والسياسية والثقافية، بالإضافة لنقد ما أسماها «ثقافة الصحوة.»

## أعماله
نشر أول مقال صحفي لزهير كتبي في جريدة الندوة المكية عام 1973 ثم عين مندوبا صحفيا للجريدة في نفس العام. يصف كتبي مقالاته بأنها «نقدية وشديدة النقد» وربما اعتبرها البعض استفزازية إلا أنه يعتبر أسلوبه هذا هو من أشهره ككاتب وإعلامي. في عام 1975 أجرى تحقيقا صحافيا انتقد فيه أمين مدينة مكة آنذاك عبدالله عريف، مما أدى إلى استدعائه من قبل السلطات للاستجواب. وفي 29 يوليو 1976 قام بلقاء صحفي مع رئيس وزراء جزر القمر دون أخذ الإذن من الجهات الأمنية السعودية مما أدى إلى إغضابها واعتقال كتبي والتحقيق معه وتعرض في أثناء التحقيق لأنواع من الضرب والتنكيل مختلفة. ثم في 10 يونيو 1981 أجرى لقاءا مع مفتي لبنان حينذاك وسأله عن حادثة جهيمان مما أدى لإغضاب جهات الأمن مرة أخرى وتمت، حسب رواية زهير كتبي، «[معاقبته] بشدة وبدون رحمة».
منعت أكثر من مقالة لزهير كتبي من النشر في الصحافة السعودية كمقالته عام 1986 حول إنشاء سوق عربية مشتركة. وقد ألف كتابا جمع فيه معظم مقالاته الممنوعة من النشر أسماه “الكتابة هربا من سيف السياف” مثل مقالته حول المشاريع الإمبريالية في تقسيم السعودية أو نقده لآراء مصطفى عبد الواحد للشاعر السوري أدونيس. في التاسع من مايو 1988 كتب كتبي مقالا انتقد فيه وزير الشؤون البلدية والقروية إبراهيم العنقري حاثا إياه على الزيارات الميدانية لكافة مناطق السعودية لتفقد أحوالها وخاصة مدينتي الطائف ومكة. أثارت المقالة غضب الوزير ومورست ضغوضات على كتبي من قبل رئيس تحرير جريدة الندوة آنذاك يوسف دمنهوري وأمين العاصمة المقدسة فؤاد توفيق وعبد الرحمن فقيه طالبين منه أن يعتذر للوزير إلا أنه رفض ذلك بشدة. يدعي زهير كتبي أن تلك المقالة كانت سببا في نقله من منصبه سكرتيرا لأمين العاصمة المقدسة لوظيفة أخرى في الأمانة أدنى منها رتبة.
كتب مجموعة مقالات يتهكم فيها على حرمة قيادة المرأة للسيارة بعنوان «المرأة تقود الحمار والحصان» وينتقده بطريقة فكاهية ساخرة.
كان ينشر بعض كتاباته التي تخوض في الشؤون الدينية ونقد السلطة في الصحافة الكويتية، وعلل ذلك بأن «مناخ الحرية الصحفية في دولة الكويت يعد أفضل مناخ صحافي في المنطقة».، ومع ذلك، فقد رفضت جريدة السياسة الكويتية عددا من مقالاته كما أورد في كتابه نقد جراحي بلا تخدير، من مقالة تنقد إيران، أو أخرى تنقد السلطة الحاكمة بشكل غير محدد أوالسلطة الدينية. نشر بعض مقالاته في جريدة الأهرام المصرية وموقع الحارس للدراسات والإعلام.

## نشاطه السياسي
كتب رسالة للملك فهد بن عبد العزيز أثناء حرب الخليج، ناقش فيها وضع السعودية، ودعا لفصل رئاسة مجلس الوزراء عن الأسرة الحاكمة وأن يتولى رئاسة المجلس شخص من عامة الشعب ادعى زهير كتبي في مقابلة تلفزيونية أنه سجن بعدها لمدة 37 يوما. كما ادعى أنه حكم عليه إثر صدور كتابه الستر في الإسلام وغلو المحتسب بالسجن لمدة سنتين إلا أنه عفي عنه بعد تسعة شهور من سجنه. وفي ذات المقابلة تحدث زهير كتبي عن وضعه في مستشفى للأمراض العقلية لمدة 17 يوما لظن البعض أنه مختل عقليا إثر صدور كتابه.
ظهر في مقابلة أجراها مع قناة روتانا خليجية على برنامج في الصميم في 22 مايو 2015 مع عبد الله المديفر وتحدث فيها عما «يعتبرها إصلاحات ضرورية في السعودية، منها تبني النظام الملكي الدستوري ومناهضة القمع الديني والسياسي». حجبت وزارة الثقافة والإعلام موقعه في 14 يوليو 2015، ثم اعتقلته السلطات السعودية في 15 يوليو 2015. وصف نجل زهير عملية اعتقال والده بأنها عملية فجة وغليظة. بينما وصفت زوج كتبي المربية بدر العامودي عملية الاعتقال بالساعات المرعبة لها ولبناتها. صدر عليه حكم في 21 ديسمبر 2015 من محكمة الأمن الوطني والإرهاب بالرياض بالسجن لأربع أعوام والمنع من الكتابة لمدة 15 عاما، وغرامة 100 ألف ريال سعودي بالإضافة للمنع من السفر لخمسة أعوام بعد اتهامه من القضاء السعودي بتهمة تأليب الرأي العام. ذكرت زوجته في تصريح صحفي أن وضعه الصحي ساء في السجن خصوصا أنه مصاب بسرطان البروستاتا ومؤخرا أصيب بالسكري ونقص وزنه 20 كيلوجراما. أفرج عن زهير كتبي بعد عامين من التوقيف، وقد غرد ابنه جميل كتبي مؤكدا لذلك الخبر.
وقد أوردت منظمة هيومن رايتس ووتش نقلا عن نشطاء سعوديين أن كتبه ومقالاته أدت في السابق إلى اعتقاله 6 مرات على الأقل.

في مقالة عنوانها «قهر واستبداد» كتب زهير كتبي إثر إحدى اعتقالاته (ليس اعتقاله الأخير في 2015) 
| زهير كتبي | تنهض بلادي الغالية ومعظم الأجهزة الرسمية وبغالبية أجهزتها العسكرية والمدنية لكي تعاقب المواطن المخلص زهير كتبي بالسجن والتعذيب والامتهان والفصل والمنع من السفر والكتابة ومصادرة الكتب والحذف والإلغاء المادي بهدف التجويع وغيرها خوفا من أن يكون -زهير كتبي- من أحد احتمالات التحدي ... ثم تنهض بلادي وبكل أجهزتها وبكل قوة الدولة وقسوتها لتغلق أمامي أبواب الخروج والسفر للراحة والاستجمام مع الأهل والدراسة ومواصلة تعليمي العالي ... أيعجز وطني أن يعيش فيه مواطن مثلي يخاف على نفسه ويخاف على أفكاره، يخاف على إنجازه، يخاف على أهله وأبنائه، يخاف على أصدقائه، يخاف على تعامله معهم، يخاف على تاريخه | زهير كتبي |

## مؤلفاته
- الكتابة هروبا من سيف السياف
- الستر في الإسلام وغلو المحتسب
- مقالات مكية (ثلاث أجزاء)
- نقد جراحي بدون تخدير
- الدفتر السياسي والديني: قراءة عصرية
- الطوافة: السلبيات محاولة للفهم
- أخلاق الطوافة وقيمها
- البكاء ضرورة ولكنه ليس حلاً

وله مؤلفات في السياسة والجفرافيا والتاريخ والقضايا الاجتماعية والفلسفية.